# Acer sutchuenense
Acer sutchuenense — вид квіткових рослин з родини сапіндових (Sapindaceae).

## Опис
Дерева 8–12 метрів заввишки. Кора сіра, гладка. Гілочки пурпурувато-коричневі наприкінці першого року, пізніше стають світло-сірувато-коричневими, голі, позначені численними сочевичками. Листя опадне: ніжка 3–8 см, біля зчленування густо-волосиста; листкові пластинки від еліптично-видовжених до видовжено-ланцетних, (5)8–15 × 2–6 см, абаксіально (низ) сизі, на середній жилці рідко запушені, з пучками волосків у пазухах жилок, адаксіально голі; бічні листочки біля основи косо закруглені, край віддалено зубчастий. Суцвіття щиткоподібно-китицеподібне, на листових або рідше безлистих гілках, голі, 8–12 квіткові. Квітки тичинкові: чашолистків 5 (або 6), яйцюватих чи ланцетних, ≈ 6 мм; пелюсток 5 (або 6), обернено-яйцюватих, ≈ довжиною чашолистків; тичинок 10–16, майже вдвічі довші за пелюстки. Плід у коротких голих китицях, пурпуруватих чи коричнюватих; горішки 6–7 мм, сильно опуклі; крило з горішком 20–55 × ≈ 7 мм, крила розправлені прямо. Квітне у квітні й травні, плодить у вересні.

## Поширення
Вид є ендеміком південно-центрального й південно-східного Китаю: зх. Хубей, пн.-зх. Хунань, Сичуань.
Населяє змішані ліси; на висотах від 1000 до 2500 метрів.